# 維羅納米爾斯 (紐約州)
維羅納米爾斯（英語：Verona Mills）是位於美國紐約州奧奈達縣的非建制地區。

## 歷史
維羅納米爾斯的郵局於1851年設立，其後於1906年停運。

## 地理
維羅納米爾斯所處的海拔為高於海平面135米（即443英呎），而該地所採用的時區為UTC-5，即北美东部时区（EST）。同時該地設有夏令時間，為UTC-5調快一小時，即UTC-4（EDT）。